# Central hidroeléctrica Los Coroneles
La central hidroeléctrica Los Coroneles (originalmente conocida como 25 de Mayo) es una central hidroeléctrica ubicada en la provincia de Mendoza, cercana al distrito de Villa 25 de Mayo. Se encuentra sobre el canal matriz alimentado por el dique Galileo Vitali, perteneciente a la cuenca del río Diamante.
Comenzó su operación en 1970.
Posee una potencia instalada de 6,64 MW, mediante dos turbinas tipo Kaplan que aprovechan un salto de 16 m. El aliviadero del dique es de tipo sifón, con 5 compuertas y un caudal de diseño de 25 m³/s.